# Parsonsia plaesiophylla
Parsonsia plaesiophylla là một loài thực vật có hoa trong họ La bố ma. Loài này được (Benth.) S.T.Blake mô tả khoa học đầu tiên năm 1948.